# Topbavian
Topbavianen (Macaca nigra) er en primat i slægten makakaber, der lever i den nordøstlige del af den indonesiske ø Sulawesi samt på nogle mindre, nærliggende øer. Pelsen er helt sort og halen er meget kort, cirka 2,5 cm. Kropslængden er omkring 55 cm. Topbavianen har navn efter sin hårtop på hovedet, der går fra panden til nakken. Toppen kan rejses, når den bliver ophidset. Arten lever i tæt skov i blandede flokke på over 100 individer. Hanner er generelt fredelige overfor hinanden.